# Edmund Landau

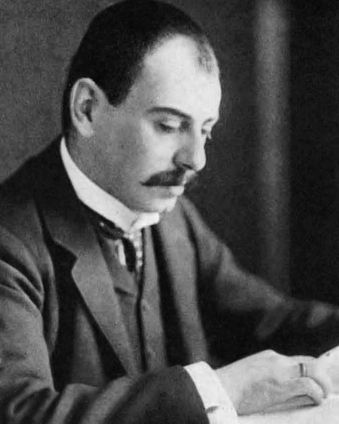
Edmund Landau

Edmund Georg Hermann (Yehezkel) Landau (Berlijn, 14 februari, 1877 – Berlijn, 19 februari, 1938) was een wiskundige die meer dan 250 artikelen vooral op het gebied van de getaltheorie publiceerde. Hij kwam uit Duitsland en was van Joodse komaf.
Edmund Landau werd in Berlijn in een rijke Joodse familie geboren. Zijn vader, Leopold Landau was gynaecoloog. Zijn moeder, Johanna Jacoby, stamde uit een  bekende Duitse bankiersfamilie. Landau studeerde wiskunde aan de Universiteit van Berlijn, haalde in 1899 zijn doctoraat en habiliteerde in 1901. Hij doceerde van 1899 tot 1901 aan de Universiteit van Berlijn, waarna hij een leerstoel bekleedde aan de universiteit van Göttingen. Daar bleef hij tot 1933, maar werd in dat jaar vanwege zijn afkomst op last van het naziregime ontslagen. Hij gaf daarna alleen nog buiten Duitsland college.
Landau gaf in 1903 gaf een nieuw bewijs voor de priemgetalstelling, dat eenvoudiger was dan het oude, en presenteerde later de eerste systematische behandeling van analytische getaltheorie in zijn Handbuch der Lehre von der Verteilung des Primzahlen, of kortweg het Handbuch. Hij heeft ook een belangrijke bijdrage aan de complexe functietheorie geleverd. Hardy schreef dat niemand de wiskunde ooit meer was toegewijd dan Landau. Landau heeft verschillende boeken over de wiskunde geschreven, over de axiomatische fundamenten van de analyse en over de getaltheorie, waar dat uit spreekt.

## Naar Landau genoemd
- Landaufunctie
- Problemen van Landau
- Landaus symbool of grote-O-notatie

Er zijn meer begrippen in de wiskunde, die voor Landau onderwerp van studie waren en die naar hem zijn genoemd.

## Boeken
- Handbuch der Lehre von der Verteilung der Primzahlen , twee delen, Taubner, Leipzig, 1909
- Darstellung und Begründung einiger neuerer Ergebnisse der Funktionentheorie, Springer, 1916
- Einführung in die elementare und analytische Theorie der algebraischen Zahlen und Ideale, 1918
- Vorlesungen über Zahlentheorie, drie delen, S. Hirzel, Leipzig, 1927
- Grundlagen der Analysis, Akademische Verlagsgesellschaft, Leipzig, 1930
- Einführung in die Differential- und Integralrechnung, Noordhoff, Groningen, 1934
- Über einige neuere Fortschritte der additiven Zahlentheorie, Cambridge University Press, London, 1937

## Websites
- MacTutor. Edmund Landau.
- Mathematics Genealogy Project. Edmund Landau.
- Edmund Landau (1877-1938).